# Sky Destroyer
Sky Destroyer é um jogo shoot 'em up lançado em 1985 pela Taito Corporation para fliperamas, bem como para a Famicom.
O jogador controla um avião da Segunda Guerra Mundial, seu objetivo é derrotar os aviões inimigos.

## Recepção
No Japão, a Game Machine listou o Sky Destroyer em sua edição de 15 de dezembro de 1985 como sendo a terceira unidade de fliperama de maior sucesso do mês.